# Латтюменьдорстрой
Латтюменьдорстрой (Lattjumeņdorstroj, Latvijas—Tjumeņas ceļu būves -- лат.) — специальный строительный трест Латвийской ССР, созданный для строительства дорог и мостов в окрестностях Когалыма, Холмогор, Вынгапура в рамках всесоюзной программы освоения Тюменской нефти. Начал работать 25 августа 1980 года, был полностью укомплектован техникой, материалами, рабочей силой из Латвийской ССР. Сложность задачи состояла в том, что объекты на удалении тысяч километров от Латвии надо было обеспечить материально-техническими ресурсами, обеспечить работающих людей жильем, объектами соцкультбыта, питанием, потребительскими товарами, которые в условиях бездорожья приходилось порой доставлять вертолётами.

## Задачи треста
Латвийским автодорожникам во взаимодействии с коллегами Тюменской области и Украины было поручено обеспечить подходы к вновь сооружаемым буровым установкам, нефтеперекачивающим станциям, вахтовым поселкам Холмогорского нефтяного месторождения, связать его с железнодорожной станцией поселка Ноябрьский.
Одновременно были построены жилые посёлки Холмогоры, Дзинтари, Вынгапуровский для самих дорожников, ремонтно-техническая база, затем посёлок Вынгапуровский.

## Социальные условия
Многие работники треста уезжали из Латвии в Тюменскую область работать с семьями, поэтому в посёлке были построены детсады, школа, бытовые объекты (Дом быта, хлебопекарня, столовая, теплица), двухэтажный спорткомплекс, культурные объекты (дом культуры, библиотека на 20 тыс. книг). В качестве жилья работникам предоставляли ливанские домики со всеми удобствами. В посёлок регулярно доставлялись латвийские газеты и журналы, была обеспечена прямая телефонная связь — можно было позвонить в Ригу и другие города республики.
К 1984 году на Вынгапуровском месторождении были построены общежития более чем на 400 мест, клуб, восьмилетняя школа и первый детсад на 30 мест, магазин. В 1987—1988 годах развернулось строительство шестнадцати- и двадцатиквартирных дома со всеми удобствами.
Зарплата работников была высокой — от 800 рублей, с первого года работы к ней применялся северный коэффициент — максимально до 2.5 от основной ставки. По окончании трудового договора о работе в Сибири возвращавшиеся специалисты получали вне очереди квартиры и машины (с 1986-87 годов).

## История и объёмы работ
Латвийские дорожники приехали в Тюменскую область осенью 1980 года. Им надлежало построить 200 км дорог.
В 1981 году было построено 20 км.
В 1982 году они сдали в эксплуатацию 30 км дорог с твёрдым покрытием с оценкой «хорошо».
В 1983 году было сдано 32,6 км дорог, в 1984-м — 35 км, в 1986 — 40 км.
В ходе работ задание треста выросло до 400 км, о чем напоминает стела на въезде в посёлок Вынгапуровский: «400 километров дорог — нефтяникам Сибири от дорожников Латвии».
В 1992 году трест был переименован в «Латсиб».
В 1994 году трест покинул тюменский север.

## Руководители
Управляющий — Василий Васильевич Захаров. Награждён Орденом Трудового Красного знамени (Указ Президиума Верховного Совета СССР от 10 января 1990 года № 1046-I).
Заместитель управляющего — Я. С. Даукст.